# Ґай Ґевріел Кей
Ґай Ґе́врієл Кей (англ. Guy Gavriel Kay; нар. 7 листопада 1954) — канадський письменник-фантаст, що працює у жанрі псевдоісторичного фентезі.

## Біографія
Ґай Ґеврієл Кей народився у Канаді 7 листопада 1954 року. Вивчав юриспруденцію в Університеті Торонто, працював за фахом. У 1970-х роках був помічником Крістофера Толкіна та брав участь у підготовці видання «Сильмариліону». У 1980-х роках працював над серією радіопередач «Заходи правосуддя» на CBC.
Став відомим завдяки романам циклу «Гобелени Фйонавара» («The Fionavar Tapestry»). Перший роман циклу, «Дерево Життя» («The Summer Tree», 1984) став його літературним дебютом, причому дебютом потужним та негайно поміченим — роман було номіновано на премію журналу «Locus» і як найкращий перший роман автора, і як найкращий роман-фентезі. Вихід через два роки інших романів трилогії — «Вогонь, що заблукав» («The Wandering Fire», 1986) та «Найтемніший шлях» («The Darkest Road», 1986) — зробив його справжньою зіркою — «Вогонь, що заблукав» отримав премію «Casper» (вона ж «Aurora Award») як найкращий англомовний фантастичний роман, що був опублікованим у Канаді, а увесь цикл довго та стійко знаходився серед найпопулярніших циклів фентезі.
В основі «Фіонаварського гобелену» лежить історія декількох сучасних молодих людей, які потрапляють у магічний світ Фйонавар й стають залученими в есхатологічну війну, яка загрожує знищити всі світи. Лейтмотивом циклу стає тема готовності сучасної людини до спокутної жертви (у її дохристиянському розумінні), уявлення щодо суті якої у кожного героя своє.
Наступний роман «Тігана» («Tigana», 1990) розповідає про магічну війну, в ході якої королівство Тігана, що завинило проти короля-мага, стирається ним із пам'яті людей. Боротьба проти поневолювачів перетворюється для переможених у бій з кайданами, якими скута їхня власна пам'ять.
Дія практично усіх наступних романів Кея розгортається у тому ж альтернативно-історичному світі, який географічно здебільшого повторює середньовічну Європу, але не зазнав перемоги монотеїстичних релігій й символічно забезпечений автором не одним Місяцем, а двома. Романи зазвичай пов'язані лише спільним світом, але їхня дія рознесена як у часі, так і у просторі. Нерідко для держав та подій, описаних автором, можна знайти аналогії у реальній земній історії, але зазвичай Кей використовує ці події як фон для побудови глибоких особистісних драм персонажів. У цей цикл входять, крім «Тігани», такі романи, як «Пісня для Арбонни» («A Song for Arbonne», 1992), «Леви Аль-Рассану» («The Lions of Al-Rassan», 1995), дилогія «Сарантійська мозаїка» («The Sarantine Mosaic»), що складається з романів «Дорога до Сарантію» («Sailing to Sarantium», 1998) та «Володар імператорів» («Lord of Emperors», 2000), та «Останнє світло сонця» («The Last Light of the Sun», 2004).
У 2007 році опубліковано новий роман Кея «Ізабель» («Ysabel»), що побічно примикає до «Гобеленів Фйонавару»: його дія відбувається на нашій Землі.
У 2003 році також вийшла збірка віршів Ґая Ґеврієла Кея «Позаду того темного будинку» («Beyond This Dark House»).
Ґай Ґеврієл Кей живе у Торонто. З 1984 року одружений з Лаурою Бет Коен, у них двоє синів.
30 червня 2014 року за досягнення у галузі літератури був нагороджений орденом Канади, найвищою цивільною нагородою країни.

## Твори
- Трилогія Гобелени Фйонавара (The Fionavar Tapestry):
  - Дерево життя (The Summer Tree, 1984)
  - Вогонь, що заблукав (The Wandering Fire, 1986), переможець Aurora Award-1987.
  - Найтемніший шлях (The Darkest Road, 1987)
- Тігана (Tigana, 1990), переможець Aurora Award-1991 — подієвий фон роману аналогічний Тоскані часів раннього Відродження.
- Пісня для Арбонни (A Song For Arbonne, 1992) — подієвий фон роману аналогічний феодальним війнам у Франції XI—XII століть.
- Леви з Аль-Рассана (роман), (The Lions of Al-Rassan, 1995) — подієвий фон роману аналогічний іспанській Реконкісті. Входить до умовного циклу «Світ Джада».
- Ділогія Сарантійська  мозаїка (The Sarantine Mosaic) — подієвий фон ділогії аналогічний Візантії часів імператора Юстиніана. Входить до умовного циклу «Світ Джада».
  - Дорога до Сарантію (роман) (Sailing to Sarantium, 1998)
  - Володар Імператорів (роман) (Lord of Emperors, 2000)
- Позаду того темного будинку (Beyond This Dark House, 2003, зб. поезії).
- Останнє світло сонця (The Last Light of the Sun, 2004) — подієвий фон роману аналогічний вторгненню вікінгів у Англію та Уельс за часів правління Альфреда Великого. Входить до умовного циклу «Світ Джада».
- Ізабель (роман) (Ysabel, 2007).
- Піднебесна (Under Heaven, 2010) — подієвий фон роман аналогічний заколоту Ань Лушаня.
- Зоряна ріка (River of Stars, 2013) — подієвий фон роману аналогічний Сунсько-цзіньським війнам.
- Children of Earth and Sky (2016). Подієвий фон роману аналогічний європейському Ренесансу. Входить до умовного циклу «Світ Джада».

## Переклади українською
- Ґай Ґевріел Кей. Плавання до Сарантію. Пер. Олександра Літвіняк. — Львів: Апріорі, 2022. — 576 с. ISBN 978-617-629-769-7
- Ґай Ґевріел Кей. Володар Імператорів. Пер. Олександра Літвіняк. — Львів: Апріорі, 2023. (анонс видавництва)

## Нагороди та номінації
- 1985, Номінація на Mythopoeic Fantasy Award у номінації «Міфопоетична премія за твір для дорослих» за роман «Дерево життя»
- 1987, Премія Aurora Award за роман «Вогонь, що заблукав» у категорії «Твори англійською мовою»
- 1987, Casper Award за роман «Вогонь, що заблукав» у категорії «Спекулятивна фантастика»
- 1991, Номінація на World Fantasy Award за роман «Тігана»
- 1991, Номінація на Aurora Award за роман «Тігана»
- 1999, Номінація на World Fantasy Award за роман «Дорога до Сарантію»
- 2001, Номінація на World Fantasy Award за роман «Володар Імператорів»
- 2005, Номінація на Canadian Sunburst Award за роман «Останнє світло сонця»
- 2007, Друге місце на White Pine Award за роман «Ізабель»
- 2008, Премія World Fantasy Award у категорії «Роман» за «Ізабель»
- 2010, Премія «Портал» за «Ізабель», найкраща перекладна книга